# إستر ليفين
إستر ليفين (بالإنجليزية: Esther Levine)‏ هي مصورة أمريكية، ولدت في 1970.